# 杰斐逊县 (纽约州)
傑佛遜縣（英語：Jefferson County）是位於美国纽约州北部偏西的一個縣，北鄰加拿大，面積4,810平方公里。根据美国人口普查局2020年统计，共有人口11萬6,721人。县治沃特敦。該縣成立於1805年，縣名紀念第三任美国总统托马斯·杰斐逊。